# Изосорбида динитрат
Изосорбида динитрат (ЦСИО) — препарат для лечения от сердечной недостаточности, спазма пищевода, и для лечения и профилактики стенокардии.
Лекарство работает, расширяя кровеносные сосуды.

## История
Изосорбида динитрат был описан примерно в 1939 году. Он вошел в Перечень основных лекарственных средств Всемирной организации здравоохранения, наиболее эффективных и безопасных лекарств, необходимых в системе здравоохранения. Он также доступен в качестве Дженерика. По оптовой стоимости в развивающихся странах по 6.36 USD. В США он стоит меньше, чем 25 долларов в месяц..

## Медицинское использование
Применяется внутрь или под язык.
Его используют при стенокардии, в дополнение к другим лекарствам для застойной сердечной недостаточности, и для лечения спазмов пищевода .
Нитраты пролонгированного действия могут быть более полезны, так как они, как правило, более эффективны и стабильны в краткосрочной перспективе.

## Побочные эффекты
Общие побочные эффекты включают головную боль, головокружение стоя, и затуманенное зрение. Серьезные побочные эффекты включают низкое кровяное давление. Непонятно, если его использовать во время беременности то может ли он являться безопасным для ребенка. Его не следует использовать вместе с лекарствами силденафильной семьи.
После длительного применения при лечении хронических заболеваний, толерантность может развиться у пациентов, снижая его эффективность. Механизмы толерантности к нитратам были тщательно исследованы в последние 30 лет, и несколько гипотез были предложены. К ним относятся:
1. Нарушением биотрансформации лекарства
2. Нейрогуморальная активация, в результате симпатической активации и высвобождения вазоконстрикторов, таких как эндотелин и ангиотензин II, которое препятствует вазодилатации, индуцированной изосорбида динитратом
3. Расширение объема плазмы
4. Гипотеза окислительного стресса (предложенная Munzel и соавт. в 1995 году)

## Торговые марки
Изосорбида динитрат продается под торговыми марками:
- Dilatrate-SR-Isordil в США
- Isoket в Великобритании, Аргентине и Гонконге

Он также является компонентом BiDil.